# Один фунт стерлингов (монета)
Монета номиналом один фунт стерлингов — законное платёжное средство на всей территории Великобритании. Выпускается с 21 апреля 1983 года. Новый двенадцатиугольный дизайн монеты был представлен 28 марта 2017 года, и оба вида монет имели хождение до 15 октября 2017 года, когда старые монеты были изъяты из обращения.
Современная двенадцатиугольная монета имеет 23,03—23,43 мм в диаметре, 2,8 мм в толщину и весит 8,75 г. Монета биметаллическая, внешнее кольцо состоит из никелистой латуни, содержащей 76 % меди, 20 % цинка и 4 % никеля, внутренняя часть — никелированный сплав. До 2017 года монета была круглой, имела 22,5 мм в диаметре, 3,15 мм в толщину и весила 9,5 г; состав: медно-никелево-цинковый сплав (70 % — медь, 5,5 % никель, 24,5 % цинк).

## История
К 1980 году становится очевидным, что, в связи с общим снижением покупательной способности, единице в 1 фунт стерлингов будет более соответствовать монета, чем банкнота. Так как средний срок службы банкноты составлял 9 месяцев, а монеты — сорок лет и более, становится понятным, что монета будет более полезной.
Летом 1981 года британское правительство объявило, что новая монета в 1£ должна быть выпущена 21 апреля 1983 года.
Для облегчения идентификации монета в 1£ более массивна, чем другие монеты, а характерный ей жёлтый цвет позволяет её отличать от других медно-никелевых монет, находящихся в обращении.
Дизайн аверса традиционен — портрет Её Величества Королевы Елизаветы II. Авторами портретов были: с 1983 по 1984 — Арнольд Мэйчин, с 1985 по 1997 — Рафаэль Мэклуф, с 1998 по 2015 — Иэн Рэнк-Броудли, с 2015 по настоящий момент — Джоди Кларк.
Дизайны реверса представляют Соединённое Королевство и его четыре составные части — Шотландию, Уэльс, Северную Ирландию и Англию. Первая серия проектов взяла цветочные эмблемы в качестве своей темы, вторая серия была геральдической, третья — мосты, четвёртая — эмблемы столиц Соединённого Королевства, пятая — растения, символизирующие составные части Великобритании.
| Реверс | Года выпуска                       | Тираж                                                | Описание гурта                                                                                   | Описание реверса. Дизайнер |
| ------ | ---------------------------------- | ---------------------------------------------------- | ------------------------------------------------------------------------------------------------ | --- |
|        | 1983 1993 1998 2003 2008           | 443 053 510 114 744 500 100 000 61 596 500 3 910 000 | «DECUS ET TUTAMEN» (лат. «Украшение и защита»)                                                   | Королевский герб, представляющий Соединённое Королевство. Разработан Эриком Сьюеллом.                                                    |
|        | 1984 1989                          | 146 256 501 70 580 501                               | «Nemo Me Impune Lacessit'» (лат. «Никто не тронет меня безнаказанно» — девиз ордена Чертополоха) | Чертополох и королевская диадема, представляющие Шотландию. Разработан Лесли Дербином.                                                   |
|        | 1985 1990                          | 228,430,749 97,269,302                               | «Pleidiol Wyf I’m Gwlad» (валлийск. «Верен я моей стране») — из уэльского национального гимна)   | Лук-порей и королевская диадема, представляющие Уэльс. Разработан Лесли Дербином.                                                        |
|        | 1986 1991                          | 10 409 501 38 443 575                                | «DECUS ET TUTAMEN» (лат. «Украшение и защита»)                                                   | Растение льна и королевская диадема, представляющие Северную Ирландию. Разработан Лесли Дербином.                                        |
|        | 1987 1992                          | 39 298 502 36 320 487                                | «DECUS ET TUTAMEN» (лат. «Украшение и защита»)                                                   | Дерево дуба и королевская диадема, представляющие Англию. Разработан Лесли Дербином.                                                     |
|        | 1988                               | 7 118 825                                            | «DECUS ET TUTAMEN» (лат. «Украшение и защита»)                                                   | Щит Королевского Герба, представляющий Соединённое Королевство. Разработан Дереком Горринджем.                                           |
|        | 1994 1999                          | 29 752 525                                           | «Nemo Me Impune Lacessit'» («Никто не тронет меня безнаказанно» — девиз ордена Чертополоха)      | Восстающий лев, представляющий Шотландию. Разработан Норман Силлмен.                                                                     |
|        | 1995 2000                          | 34 503 501 109 496 500                               | «Pleidiol Wyf I’m Gwlad» (валлийск. «Верен я моей стране» — из уэльского национального гимна)    | Шествующий дракон, представляющий Уэльс. Разработан Норман Силлмен.                                                                      |
|        | 1996 2001                          | 89 886 000 63 968 065                                | «DECUS ET TUTAMEN» (лат. «Украшение и защита»)                                                   | Кельтский крест с цветком очного цвета в центре, окружённом древней гривной, представляющие Северную Ирландию. Разработан Норман Силлмен |
|        | 1997 2002                          | 57 117 450 77 818 000                                | «DECUS ET TUTAMEN» (лат. «Украшение и защита»)                                                   | Три шествующих льва, смотрящих впрям, представляющие Англию. Разработан Норман Силлмен                                                   |
|        | 2004                               | 39 162 000                                           | Насечка, символизирующая мосты и железнодорожные пути                                            | Фортский железнодорожный мост, Шотландия. Разработан Эдвина Эллис                                                                        |
|        | 2005                               | 99 429 500                                           | Насечка, символизирующая мосты и железнодорожные пути                                            | Менайский мост, Уэльс. Разработан Эдвина Эллис                                                                                           |
|        | 2006                               | 38 938 000                                           | Насечка, символизирующая мосты и железнодорожные пути                                            | Мост «Египетская арка», Северная Ирландия. Разработан Эдвина Эллис                                                                       |
|        | 2007                               | 26 180 160                                           | Насечка, символизирующая мосты и железнодорожные пути                                            | Мост «Тысячелетие» в Гейсхеде, Англия. Разработан Эдвина Эллис                                                                           |
|        | 2008 2009 2010 2011 2012 2013 2014 | 43 827 300 27,625,600 38 505 000 нет данных          | «DECUS ET TUTAMEN» (лат. «Украшение и защита»)                                                   | Королевский Щит, представляющий Соединённое Королевство. Разработан Мэтью Дентом                                                         |
|        | 2010                               | 49 555 000                                           | «PRO TANTO QUID RETRIBUAMUS» (лат. «Что должны мы дать в обмен на большее» — девиз Белфаста)     | Изображение фрагмента герба Белфаста, главного города Северной Ирландии. Разработан Стюартом Девлином                                    |
|        | 2010                               | 49 555 000                                           | «Domine Dirige Nos» (лат. «Бог направляет нас» — девиз Лондона)                                  | Изображение фрагмента герба Лондона, столицы Англии. Разработан Стюартом Девлином                                                        |
|        | 2011                               | 27 965 000                                           | «Y DDRAIG GOCH DDYRY CYCHWYN» (валлийск. «Красный дракон предводительствует» — девиз Кардиффа)   | Изображение фрагмента герба Кардиффа, столицы Уэльса. Разработан Стюартом Девлином                                                       |
|        | 2011                               | 27 965 000                                           | NISI DOMINUS FRUSTRA (лат. «Без Господа бесполезно» — девиз Эдинбурга)                           | Изображение фрагмента герба Эдинбурга, столицы Шотландии. Разработан Стюартом Девлином                                                   |
|        | 2013                               | 5,270,000*                                           | DECUS ET TUTAMEN (лат. «Украшение и защита»)                                                     | Роза и листья дуба — символы Англии. Разработан Тимоти Ноад                                                                              |
|        | 2013                               | 5,270,000*                                           | «Pleidiol Wyf I’m Gwlad» (валлийск. «Верен я моей стране») — из уэльского национального гимна)   | Лук-порей и нарцисс — символы Уэльса Разработан Тимоти Ноад                                                                              |
|        | 2014                               |                                                      | DECUS ET TUTAMEN (лат. «Украшение и защита»)                                                     | Трилистник и лён — символы Северной Ирландии Разработан Тимоти Ноад                                                                      |
|        | 2014                               |                                                      | «Nemo Me Impune Lacessit'» («Никто не тронет меня безнаказанно» — девиз ордена Чертополоха       | Чертополох и колокольчик — символы Шотландии Разработан Тимоти Ноад                                                                      |
|        | 2015                               |                                                      | DECUS ET TUTAMEN (лат. «Украшение и защита»)                                                     | Королевский герб, представляющий Соединённое Королевство. Разработан Тимоти Ноад                                                         |

Выпуск 2015 года является последним для "толстого" фунта, после чего в 2016 выходит биметаллическая монета обычной толщины.